# Moulis-en-Médoc
Moulis-en-Médoc é uma comuna francesa na região administrativa da Nova Aquitânia, no departamento de Gironda. Estende-se por uma área de 20,56 km². Em 2010 a comuna tinha 1 887 habitantes (densidade: 91,8 hab./km²).